# Берген, Стив фон
Стив фон Бе́рген (нем. Steve von Bergen; 10 июня 1983, Невшатель) — швейцарский футболист, защитник.

## Карьера
Начинал заниматься в своём родном городе, в школе «Наутерив», в 13 лет его заметили детские тренеры «Ксамакса», основной команды города, и Стив перешёл туда. В 2000 году был впервые заявлен «Ксамаксом» на чемпионат. Всего за клуб провёл пять сезонов, сыграв 126 игр и забив 1 мяч. В 2005 году перешёл в «Цюрих» по приглашению главного тренера Люсьена Фавре. Дебютировал за «Цюрих» 16 июля 2005 года в первом туре чемпионата Швейцарии в матче против «Санкт-Галлена». Матч закончился победой «Цюриха» со счётом 3:1, Стив вышел в основном составе и провёл весь матч. Провёл за «Цюрих» два сезона, оба раза становился чемпионом Швейцарии.
Летом 2007 года вслед за Люсьеном Фавре перешёл в берлинскую «Герту». В бундеслиге дебютировал 28 августа 2007 года в третьем туре матчем против «Арминии» из Билефельда. Матч закончился поражением «Герты» со счётом 0:2, Стив вышел на поле с первых минут и провёл весь матч. По сути, Стив являлся сменщиком Йосипа Шимунича. Когда тот перед сезоном 2009/10 покинул клуб, Стив стал твёрдым игроком основы.
Контракт с «Герта» у фон Бергена закончился в июне 2010 года. После ухода из немецкого клуба он стал игроком итальянской «Чезены». Сначала летом 2012 года швейцарец в статусе свободного агента перешёл в «Дженоа», после чего был обменян на Александроса Цорваса и аренду Даниэля Мартинеса в «Палермо».

## Карьера в сборной
6 сентября 2006 года дебютировал в сборной Швейцарии в товарищеском матче со сборной Коста-Рики. Принимал участие в отборочных играх к чемпионату Европы 2008 года, но на турнир не поехал из-за сломанной руки. Провёл весь отборочный турнир к чемпионату мира 2010 года и 11 мая 2010 года стало известно, что он поедет мировое первенство.
В первом матче чемпионата мира 2010 года против команды Испании вышел на поле на 36-й минуте, заменив травмированного Филиппа Сендероса. Матч закончился неожиданной победой швейцарцев 1:0, но это, в дальнейшем, не помогло им выйти из группы. Стив провёл на турнире все три матча.

## Достижения
«Цюрих»
- Чемпион Швейцарии: 2005/06, 2006/07

«Янг Бойз»
- Чемпион Швейцарии: 2017/18, 2018/19